# Società di Ginnastica e Scherma Fortitudo 1920-1921
Questa pagina raccoglie i dati riguardanti la S.G.S. Fortitudo nelle competizioni ufficiali della stagione 1920-1921.

## Stagione
La Fortitudo nella stagione 1920-1921 fu allenata da Bellucci, inizialmente posto sotto la supervisione dell'ungherese József Ging. Tuttavia, in seguito a una partita di precampionato contro il Pisa, i dirigenti della compagine pisana rimasero colpiti dai progressi fatti dalla squadra capitolina sotto la guida di Ging e avviarono delle trattative per ingaggiarlo come allenatore. Nel corso del 1921 dunque Ging lasciò la Fortitudo per andare ad allenare il Pisa.
La Fortitudo non ebbe problemi a vincere il campionato laziale per la seconda volta consecutiva. Nel girone di semifinale del campionato centromeridionale si trovò a fronteggiare il Pisa allenato dall'ex Ging e la poco competitiva Bagnolese (qualificatasi alle semifinali solo per la controversa squalifica della Puteolana campione campana sul campo). Non ebbe problemi a vincere entrambi gli scontri con i nerostellati di Bagnoli (Napoli), e riuscì finanche a imporre il pari a reti inviolate al Pisa nella partita di andata in Toscana; tuttavia la compagine pisana riuscì a espugnare di misura (2-1) il campo della Fortitudo nell'incontro di ritorno, eliminando la compagine capitolina. Il Pisa sconfisse poi il Livorno (1-0) nella finale centromeridionale, ma perse per 2-1 la finalissima nazionale contro la Pro Vercelli.

## Rosa
| N. |                   | Ruolo | Calciatore              |
| -- | ----------------- | ----- | ----------------------- |
|    | Italia (bandiera) | P     | Antonna                 |
|    | Italia (bandiera) | P     | Canestrelli I           |
|    | Italia (bandiera) | D     | Augusto Baroncino       |
|    | Italia (bandiera) | D     | Paolo Ferraris          |
|    | Italia (bandiera) | C     | Giulio Sansoni (IV)     |
|    | Italia (bandiera) |       | Ferraris IV             |
|    | Italia (bandiera) |       | Giovanni Bramante       |
|    | Italia (bandiera) | C     | Gioacchino Sansoni (II) |
|    | Italia (bandiera) | C     | Alberto Sansoni (III)   |

| N. |                   | Ruolo | Calciatore           |
| -- | ----------------- | ----- | -------------------- |
|    | Italia (bandiera) | C     | Angelo Sansoni (I)   |
|    | Italia (bandiera) | A     | Giuseppe Guidotti    |
|    | Italia (bandiera) | A     | Felice Montemezzi    |
|    | Italia (bandiera) | A     | Giovanni Degni       |
|    | Italia (bandiera) | A     | Mariano Alessandroni |
|    | Italia (bandiera) | A     | Giovanni Corbjons    |
|    | Italia (bandiera) | A     | Aurelio Lommi        |
|    | Italia (bandiera) |       | Galimberti           |
|    | Italia (bandiera) |       | Cinti                |

## Risultati

### Prima Categoria

#### Girone laziale

##### Girone di andata
| Arbitro: | Cerchia |

|                                                    |           |  |
| Montemezzi 6’ Guidotti 25’ Alessandroni 60’ (rig.) | Marcatori |  |

| Arbitro: | Perugini |

|  |           |                                                |
|  | Marcatori | Guidotti Sansoni I ?’, ?’, ?’ Degni Montemezzi |

| Arbitro: | Ricci |

|  |           |                |
|  | Marcatori | 25’ Montemezzi |

| Arbitro: | Ambrosini |

|                                                                                   |           |  |
| Bramante ?’, ?’, ?’ Lommi ?’, ?’, ?’, ?’ Corbjons ?’, ?’, ?’ Montemezzi ?’ (rig.) | Marcatori |  |

| Arbitro: | Tomassini (Roma) |

|                                      |           |  |
| Montemezzi 7’, 12’, 70’ Corbjons 42’ | Marcatori |  |

| Arbitro: | Tommasini |

|                                           |           |                                   |
| Montemezzi ?’, ?’, 75’, 77’ Degni 32’, ?’ | Marcatori | 15’ Zanca 43’ Rizzo 85’ Galassi I |

| Arbitro: | Cinti |

|                                               |           |  |
| Alessandroni 5’ Degni 10’, 80’ Montemezzi 25’ | Marcatori |  |

##### Girone di ritorno
| Arbitro: | Ricci |

|              |           |                                         |
| Pedrelli 81’ | Marcatori | 38’, 50’ Corbjons 88’ (rig.) Montemezzi |

| Arbitro: | Caroncino |

|                                               |           |                      |
| Corbjons 26’ Montemezzi 35’ Bramante 52’, 85’ | Marcatori | 55’ Boni 88’ Zanetta |

| Arbitro: | Caroncino |

|                |           |           |
| Montemezzi 60’ | Marcatori | 86’ Raffo |

| Arbitro: | Ambrosini |

|  |           |                  |
|  | Marcatori | 43’ Alessandroni |

| Arbitro: | Ambrosini |

|  |           |                                                    |
|  | Marcatori | Corbjons ?’ (rig.), ?’ Degni Alessandroni Bramante |

| Arbitro: | Tomassini |

|             |           |                               |
| Ferrari 15’ | Marcatori | 17’, 33’, 49’ Degni 40’ Cinti |

| Arbitro: | Tomassini |

|  |           |                                             |
|  | Marcatori | 20’, 40’ Degni 86’ Bramante ?’, ?’ Corbjons |

#### Semifinali Centro-sud - girone B

##### Girone di andata
| Pisa 22 maggio 1921 1ª giornata | Pisa              | 0 – 0 | Fortitudo | \| Arbitro: \| Galletti (Genova) \| |
| Arbitro:                        | Galletti (Genova) |       |           |                                     |

| 29 maggio 1921 2ª giornata |  | – Turno di riposo |  |  |

| Arbitro: | Cavazzana |

|                                                                   |           |  |
| Alessandroni 1’ Degni 2’, 22’, 50’, 78’ Corbjons 67’ 80’ Guidotti | Marcatori |  |

##### Girone di ritorno
| Arbitro: | Mauro |

|           |           |                                  |
| Degni 89’ | Marcatori | 40’ (aut.) Ferraris 85’ Corsetti |

| 19 giugno 1921 5ª giornata |  | – Turno di riposo |  |  |

| Arbitro: | Ambrosini |

|             |           |                                         |
| Invorio 82’ | Marcatori | 38’ Alessandroni 46’ Degni 76’ Guidotti |